# De witte nachten van postbode Aleksej Trjapitsyn
De witte nachten van postbode Aleksej Trjapitsyn (Russisch: Белые ночи почтальона Алексея Тряпицына; Belye notsji potsjtaljona Alekseja Trjapitsyna; Engels: The Postman's White Nights) is een Russische film uit 2014 onder regie van Andrej Kontsjalovski. De film ging in première op 5 september op het Filmfestival van Venetië waar hij de "Zilveren Beer voor Beste Regie" behaalde.

## Verhaal
De film handelt over de mensen in een godvergeten dorpje in Rusland. De enige manier om naar het vasteland te geraken is door met een boot het meer over te steken. De postbode is hun enige contact met de buitenwereld.

## Rolverdeling
| Acteur              | Personage    |
| ------------------- | ------------ |
| Aleksej Trjapintsyn | Postbode     |
| Irina Jermolova     | Irina        |
| Timoer Bondarenko   | Irina’s zoon |

## Productie
Alle acteurs in de film zijn amateurs en de casting nam een jaar in beslag.

## Prijzen & nominaties
| jaar                     | prijs                      | categorie            | genomineerde(n) | uitslag |
| ------------------------ | -------------------------- | -------------------- | --------------- | ------- |
| 2014                     |                            |                      |                 |         |
| Filmfestival van Venetië | Green Drop Award           | Andrej Kontsjalovski | Gewonnen        |         |
| Filmfestival van Venetië | Zilveren Leeuw Beste Regie | Andrej Kontsjalovski | Gewonnen        |         |
| Filmfestival van Venetië | Gouden Leeuw               | Andrej Kontsjalovski | Genomineerd     |         |